# Salwa as-Sajjid Abd al-Aziz
Salwa as-Sajjid Abd al-Aziz (arab. سلوى السيد عبدالعزيز ;ur. 18 kwietnia 1978) – egipska zapaśniczka walcząca w stylu wolnym. Wicemistrzyni Afryki w 2000. Piąta na igrzyskach śródziemnomorskich w 2001 roku.